# Gerhard Goldbaum
Gerhard Goldbaum (* 26. November 1903 in Kulmsee, Westpreußen; † vermutlich im März 1944 im Konzentrationslager Auschwitz) war ein deutscher Tontechniker.

## Leben
Über Goldbaums Werdegang ist kaum etwas bekannt. Da er einen Doktortitel führte, muss er ein Hochschulstudium (vermutlich in Ingenieurwissenschaften) abgeschlossen haben. Gleich zu Beginn des Tonfilmzeitalters in Deutschland (1929) wurde Goldbaum von der UFA als deren Cheftontechniker verpflichtet. In dieser Funktion betreute er einige der zentralen Produktionen dieser größten Filmfirma, darunter „Die letzte Kompagnie“, „Hokuspokus“, „Der Mann, der den Mord beging“, „Ich bei Tag und Du bei Nacht“ und „Ich und die Kaiserin“.
Als Jude wurde Gerhard Goldbaum 1933 von der UFA sofort entlassen, und der Westpreuße reiste in den nachfolgenden drei Jahren von Verpflichtung zu Verpflichtung kreuz und quer durch Europa (Österreich, Ungarn, Niederlande) und nach Palästina. In Holland ließ er sich schließlich nieder, fand aber nach 1936 keine Möglichkeit mehr, als Tontechniker beim Film zu arbeiten. Goldbaum wurde am 20. Juni 1943 in Amsterdam von deutschen Stellen verhaftet und nach Auschwitz deportiert, wo er am 25. März 1944 eintraf. Dort wurde er vermutlich kurz nach seiner Ankunft vergast.

## Filmografie
- 1930: Die letzte Kompagnie
- 1930: Hokuspokus
- 1930: Ein Burschenlied aus Heidelberg
- 1930: Der Mann, der den Mord beging
- 1931: Sein Scheidungsgrund
- 1931: Der Hochtourist
- 1932: Ein toller Einfall
- 1932: Schuß im Morgengrauen
- 1932: Ich bei Tag und Du bei Nacht
- 1933: Ich und die Kaiserin
- 1933: Rakoczy-Marsch
- 1934: Peter, das Mädchen von der Tankstelle (Peter)
- 1935: Segen der Arbeit (Avodah) (Kurzdokumentarfilm in Palästina)
- 1935: 4½ Musketiere (Három és fél muskétás)
- 1935: Das Geheimnis der Mondscheinsonate
- 1936: Oranje Hein
- 1936: Merijntje Gijzen’s Jeugd